# Vegeta
Vegeta (ベジータ?, Bejiita), il cui nome completo è Vegeta IV (ベジータ四世?, Bejīta Yon-sei), è uno dei personaggi principali del manga Dragon Ball di Akira Toriyama. Compare anche nelle varie opere derivate tra cui le serie televisive anime Dragon Ball Z, Dragon Ball GT, Dragon Ball Super e Dragon Ball Daima, i film, gli OAV e numerosi videogiochi.
Vegeta è il principe dei Saiyan, popolo guerriero al servizio del tiranno spaziale Freezer, e giunge sulla Terra per diventare immortale grazie alle sfere del drago e poter quindi sterminare l'umanità e punire il traditore Kakaroth, meglio conosciuto come Son Goku. Successivamente Vegeta mette da parte le sue ambizioni di conquista e, dopo la sconfitta di Freezer, si stabilirà definitivamente sulla Terra sposando Bulma; in seguito si unirà a Goku nella lotta contro gli antagonisti.

## Creazione
Quando ideò Vegeta, Toriyama desiderava creare un personaggio che avesse caratteristiche totalmente opposte al protagonista Goku. Se Goku presenta degli aspetti caratteriali molto simili a quelli di Toriyama, Vegeta è stato concepito con una personalità del tutto opposta a quella del suo ideatore. Per l'autore, nella personalità di Vegeta sono descritte le caratteristiche tipiche del popolo dei Saiyan. Anche il fisico del personaggio risulta essere diverso da quello di altri personaggi della serie: l'autore disegnò Vegeta con una statura molto bassa per confondere i lettori del manga sulla sua reale forza combattiva. I lettori non si sarebbero mai aspettati che un personaggio come Vegeta potesse vincere contro Nappa, un guerriero fisicamente ben più imponente e muscoloso di lui.
L'idea iniziale di Toriyama era che Vegeta venisse ucciso da Gohan, trasformato in una scimmia gigante durante lo scontro sulla Terra nell'arco dei Saiyan, ma il successo ottenuto da Vegeta tra i fan del manga spinse l'autore a lasciarlo nella storia.
Come per quasi tutti gli appartenenti alla razza Saiyan, il suo nome è un gioco di parole con una verdura: deriva infatti dalla parola inglese vegetable, da cui anche il nome di suo fratello Tarble, comparso soltanto nello special Dragon Ball: Ossu! Kaette kita Son Goku to nakama-tachi uscito nel 2008.

### Sviluppo inDragon Ball GT
Sebbene Toriyama non abbia creato la serie Dragon Ball GT, collaborò comunque al character design di gran parte dei personaggi, compreso l'aspetto di Vegeta. Tra le novità dell'aspetto di Vegeta in Dragon Ball GT vi sono i capelli più corti, ma spicca senza dubbio la presenza di un paio di baffi neri sul suo volto. Secondo una leggenda, una ragazza imparentata con Toriyama avrebbe detto che Vegeta sarebbe stato meglio senza baffi. Dopo aver sentito questa frase lo staff decise di togliere i baffi al personaggio, ma non si sa se questa storia sia vera oppure no. Sin dalle origini della serie GT lo staff della Toei Animation aveva già in programma di far trasformare Vegeta in Super Saiyan IV, in modo tale da permettergli di unirsi con Goku attraverso la fusione.

## Biografia

### Antefatti
Vegeta è il figlio di Re Vegeta ed è quindi il principe dei Saiyan. Fin da piccolo era considerato il guerriero più promettente della sua razza, tanto che sebbene fosse ancora un bambino prestava già servizio nell'armata di Freezer.
Freezer, intenzionato a distruggere i Saiyan vedendo in loro una minaccia, decise di risparmiare Vegeta ritenendo che sarebbe diventato un ottimo soldato ai suoi comandi: prima di distruggere il pianeta natale dei Saiyan eliminandoli quasi tutti, infatti, aspettò che Vegeta partisse per un altro pianeta e proprio mentre questi era insieme al suo compagno Radish tendenzialmente ignorò l'ordine di tornare in patria assicurandosi la sua salvezza. Da quel momento Vegeta, insieme a Nappa e Radish, lavorò per Freezer dopo che quest'ultimo mentì ai tre raccontando che il loro pianeta era stato distrutto da un meteorite: per conto di Freezer conquistò moltissimi pianeti. covando però un disprezzo crescente per il tiranno.

### Dragon Ball
Dopo la morte di Radish per mano di Goku e Piccolo, Vegeta decide di raggiungere la Terra con Nappa per utilizzare le sfere del drago e diventare immortale: dopo un anno di viaggio nello spazio a bordo delle loro navicelle, Vegeta e Nappa atterrano sulla Terra e danno subito sfogo alla loro potenza distruggendo un'intera città con i suoi abitanti per poi dirigersi dai compagni di Goku; mentre Nappa li affronta, Vegeta preferisce assistere.
Goku sconfigge facilmente Nappa. Vegeta, ritenendo il compagno non più in grado di combattere, lo uccide senza pietà; dopodiché affronta personalmente Goku, che riesce a portarsi in vantaggio tanto da spingerlo a trasformarsi in una Scimmia gigante con una luna artificiale creata da lui. Dopo la trasformazione Vegeta riesce a sopraffare facilmente Goku, ma Yajirobei con la sua spada gli taglia la coda facendolo tornare normale; Gohan, trasformandosi pure lui in una scimmia gigante per merito della stessa luna artificiale, riesce a sconfiggerlo benché Vegeta faccia prima in tempo a tagliare la coda al figlio di Goku facendolo regredire nella sua forma normale. Il Saiyan è poi costretto a battere in ritirata con la sua navicella; nonostante Crilin avesse l'opportunità di ucciderlo gli risparmia la vita su richiesta di Goku, il quale spera di misurarsi ancora con lui in futuro.
Vegeta fa poi tappa sul pianeta Freezer #79 dove si riprende dalle ferite della lotta sulla Terra con una vasca di rianimazione. Qui il Saiyan (durante una conversazione con Kyui) scopre che Freezer si è diretto su Namecc per realizzare il suo sogno di immortalità tramite le sfere del drago. Vegeta, che era stato lo scopritore di questo segreto, decide di partire immediatamente per Namecc in modo da anticipare Freezer nel suo desiderio e ottenere al suo posto la vita eterna. Su Namecc, Vegeta elimina gli abitanti di un intero villaggio, che era sotto la guida del saggio Tsuno, e sconfigge molti soldati di Freezer per recuperare le sfere (Kyui, Dodoria, Zarbon e la Squadra Ginew) e scopre anche la verità sulla distruzione del suo pianeta natale. Alleatosi con Crilin e Gohan, giunti su Namecc con l'obiettivo di riportare in vita i guerrieri uccisi da Nappa, Vegeta affronta Freezer, ma alla fine viene pesantemente sconfitto. Prima di morire Vegeta esorta Goku a trasformarsi nel leggendario Super Saiyan e uccidere Freezer, così da vendicare il popolo dei Saiyan. Successivamente Vegeta viene resuscitato con le sfere del drago e teletrasportato sulla Terra. Nell'anime, contrariamente al manga, Vegeta non rimane sulla Terra ad aspettare Goku, bensì tenta di incontrarlo nello spazio, ma con scarso successo.
Un anno dopo la sconfitta di Freezer da parte di Goku, Vegeta scopre da un ragazzo venuto dal futuro (il quale si scoprirà essere Trunks, figlio dello stesso Vegeta e di Bulma), che di lì a tre anni sarebbe morto a causa di due cyborg, creature costruite dal Dottor Gelo, ultimo superstite del Red Ribbon. Vegeta decide pertanto di allenarsi per affrontare la minaccia, ma soprattutto per cercare di diventare anche lui un Super Saiyan. Nello scontro con i cyborg Vegeta salva Goku da Numero 19 e, trasformatosi in un Super Saiyan, sconfigge il nemico facilmente. Viene tuttavia sconfitto da Numero 18 e, per l'umiliazione, si allontana dal resto del gruppo. Una volta ripresosi, Vegeta si allena con Trunks nella Stanza dello Spirito e del Tempo per potenziare le sue abilità, ma soprattutto per superare il limite del Super Saiyan. Terminato l'allenamento si dirige ad affrontare il nuovo cyborg Cell. Trasformatosi in un Super Saiyan del secondo stadio, Vegeta si dimostra superiore a Cell ma, curioso e ansioso di misurarsi contro la vera forma del nemico, commette l'errore di permettere a Cell di assorbire 18 e completare la sua trasformazione. Cell diventa così ancora più potente, tanto che nemmeno la nuova tecnica di Vegeta, il Final Flash, si rivela utile, e dunque Vegeta viene sconfitto facilmente. In seguito Vegeta decide di partecipare al Cell Game organizzato da Cell; qui Cell uccide Trunks e questo spinge Vegeta, in un impeto di rabbia, ad ingaggiare uno scontro con il nemico ma Cell lo sconfigge facilmente per la seconda volta. Nel finale del Cell Game, comunque, Vegeta attacca Cell riuscendo a distrarlo durante il suo scontro con Gohan, permettendo a quest'ultimo di trovare il momento giusto per finire il nemico con una potentissima Kamehameha. Trunks viene poi riportato in vita con le sfere del drago e quando torna nel futuro con la macchina del tempo, Vegeta assiste alla sua partenza.
Sette anni dopo Vegeta decide di partecipare al nuovo Torneo Tenkaichi per poter combattere contro Goku e Gohan, ma il torneo viene interrotto dall'arrivo di Spopovitch e Yamu, due subordinati del mago Babidy, che prendono l'energia di Gohan in modo da usarla per liberare un demone potentissimo di nome Majin Bu. Vegeta e i compagni si dirigono da Babidy per affrontare alcuni dei suoi guerrieri: Vegeta combatte per primo e affronta e sconfigge senza difficoltà Pui Pui. In seguito, durante lo scontro fra Gohan e Darbula (altro servo di Babidy nonché Re degli Inferi), quest'ultimo si ritira in quanto vede nel cuore di Vegeta un animo malvagio. Informato di ciò, Babidy prende il controllo sulla mente di Vegeta, tramutandolo in un suo servo e potenziandolo con la sua magia. Dopo essere stato teletrasportato con i suoi compagni da Babidy all'arena del torneo Tenkaichi, Vegeta uccide circa duecento spettatori per convincere Goku a combattere con lui. Ma nello scontro con Goku, Vegeta rivela all'avversario di essersi volontariamente lasciato controllare da Babidy (per aumentare la sua forza e per ritornare a essere malvagio come un tempo) e che nonostante sia sotto l'influenza di Babidy, il suo "orgoglio Saiyan" gli permette di mantenere libertà di azione; così, dopo avere colpito Goku alle spalle, raggiunge Majin Bu, risvegliatosi grazie all'energia sprigionata dallo scontro fra Vegeta e Goku (l'energia di Gohan non era stata sufficiente), volendo assumersi la responsabilità di ucciderlo dato che la colpa del suo risveglio era sua (per aver voluto lo scontro con Goku). Vegeta affronta Bu ma non potendo nulla contro i suoi poteri, viene sconfitto. Trunks accorre in suo aiuto, ma poi Vegeta fa sì che lui e Goten vengano portati in salvo da Piccolo e Crilin, e alla fine si autodistrugge nel tentativo di uccidere l'avversario, ma fallisce poiché Majin Bu è in grado di rigenerarsi. Dopo la sua morte Re Enma decide di restituirgli il corpo per permettergli di soccorrere Gohan nella battaglia contro Bu, venendo riaccompagnato sulla Terra da Uranai Baba. Qui Vegeta si fonde con Goku usando gli orecchini Potara dando vita a Vegeth, che si dimostra molto più potente di Majin Bu, ma per non uccidere i compagni assorbiti dal mostro (Gohan, Goten, Trunks e Piccolo), Vegeth decide di entrare nel corpo di quest'ultimo con l'intento di liberarli. Una volta nel corpo la fusione si scioglie e Goku e Vegeta ritornano a essere due esseri distinti. Goku e Vegeta portano fuori dal corpo di Majin Bu tutti i loro compagni, ma inconsciamente liberano anche il primo Majin Bu (Fat Bu) e il Majin Bu contro il quale stavano combattendo si trasforma di conseguenza in Kid Bu che, essendo tornato alla sua forma originaria di pura malvagità, può finalmente combattere senza che la coscienza di Fat Bu lo limiti, svelando una potenza spaventosa. Quest'ultimo distrugge la Terra, ma Goku, Vegeta, Dende, Mr. Satan e il suo cagnolino vengono teletrasportati da Kaiohshin dell'Est sul pianeta dei Kaiohshin prima dell'esplosione. Qui inizia un duro combattimento con Kid Bu, dove Vegeta rischia molto visto che lui è già morto e se dovesse perire nel mondo mortale verrebbe cancellato dall'esistenza. Per sconfiggerlo il nemico Vegeta suggerisce a Goku di usare una Genkidama contenente tutta l'energia degli abitanti della Terra, riportati in vita grazie allo stesso Vegeta che aveva chiesto a Dende di far ripristinare la Terra al drago Polunga; è proprio grazie alla Genkidama che Goku distrugge infine il nemico. In questa occasione abbiamo la completa redenzione di Vegeta: alla sua richiesta di riportare in vita tutti tranne i malvagi, Vegeta viene resuscitato da Polunga, il quale non lo ha considerato malvagio; inoltre ammette che Goku è il "numero uno". Vegeta, Goku, Dende, Mr. Satan, Fat Bu e Bee tornano sulla Terra, così Vegeta si ricongiunge alla sua famiglia.
Dieci anni dopo Vegeta, che ha avuto da Bulma un'altra figlia, la piccola Bra, partecipa al 28º Torneo Tenkaichi, mettendo al tappeto il suo avversario prima dell'inizio del loro incontro dato che egli lo aveva insultato; assiste poi alla partenza di Goku con Ub.

### Dragon Ball Super
In Dragon Ball Super, serie ambientata 6 mesi dopo la sconfitta di Majin Bu ma precedente al 28º Torneo Tenkaichi, nonostante abbia ammesso di essere inferiore a Goku, Vegeta è ancora intenzionato a superare il rivale e perciò riprende gli allenamenti. In occasione del compleanno della moglie Bulma, Vegeta viene raggiunto dal Dio della distruzione Beerus, alla ricerca del Super Saiyan God, il dio dei Saiyan. Il principe dei Saiyan, che conobbe il Dio della distruzione quando era ancora un bambino, preoccupato che possa distruggere la Terra, tenta in tutti i modi di assecondare ogni richiesta della divinità per non farlo arrabbiare. I suoi tentativi sono però vani: Beerus si arrabbia con Majin Bu e scatena una dura battaglia nella quale nessuno può tenergli testa. Dopo che Beerus picchia Bulma, Vegeta scatena la sua rabbia e attacca Beerus riuscendo a mettere a segno un paio di colpi che però non hanno nessun effetto su Beerus. Successivamente solo Goku, trasformato nel Super Saiyan God (grazie all'energia dello stesso Vegeta, di Gohan, Goten, Trunks e Pan, quest'ultima ancora nel grembo della madre Videl) riesce a combattere alla pari della divinità, la quale, pur riuscendo a sconfiggere Goku, si dimostra soddisfatta e decide di non distruggere più la Terra.
Terminata la battaglia tra il Dio della distruzione e Goku, Vegeta riesce a convincere Whis, il maestro di Beerus, ad allenarlo sul pianeta del Dio della distruzione. Grazie a questo allenamento, Vegeta raggiunge, insieme a Goku, lo stadio di Super Saiyan blu con il quale, una volta tornato sulla Terra, affronta il redivivo Freezer, riuscendo a sconfiggerlo nonostante la sua forma dorata, ma il tiranno spaziale come ultima possibilità di vittoria decide di far esplodere la Terra. Vegeta rimane vittima dell'esplosione, mentre Goku e gli altri riescono a salvarsi, protetti dallo scudo eretto da Whis. Quest'ultimo però decide di "riavvolgere il tempo" per tornare nel passato di tre minuti, così da permettere a Goku di uccidere Freezer prima che questi possa distruggere la Terra ed uccidere lo stesso Vegeta.
Poco tempo dopo la sconfitta di Freezer, insieme a Goku, Piccolo e Majin Bu, Vegeta partecipa in rappresentanza del Settimo Universo al torneo di arti marziali organizzato da Champa. Per prepararsi all'evento Vegeta e Goku decidono di allenarsi assieme all'interno della Stanza dello Spirito e del Tempo per tre giorni, equivalenti a tre anni di allenamento. Nel corso del torneo Vegeta è il terzo a salire sul ring, affrontando e vincendo i guerrieri del Sesto Universo Frost, Magetta e il giovane Saiyan Cabba, insegnando comunque a quest'ultimo come trasformarsi in Super Saiyan, rivelandosi piacevolmente sorpreso nell'apprendere che esistono altri Saiyan del Sesto Universo. Tuttavia viene infine facilmente sopraffatto da Hit e dalla sua tecnica del Salto Temporale.
Passati un po' di mesi dalla conclusione del Torneo, Trunks del futuro fa ritorno nel presente, questi chiede aiuto a Vegeta per sventare una nuova minaccia: un'entità malvagia che ha le sembianze di Goku, chiamato Black Goku. Dopo alcuni scontri col nuovo nemico, Vegeta scoprirà che Black Goku è in realtà Zamasu, un apprendista Kaiohshin del Decimo Universo, arrivato da una linea temporale alternativa in cui si è impadronito del corpo di Goku usando le super sfere del drago. 
Vegeta affronta Black Goku riuscendo ad avere la meglio contro di lui ma il nemico decide di fondersi con il suo alleato Zamasu del futuro (cioè lo Zamasu proveniente dalla linea temporale di Trunks del futuro), per dare vita tramite i Potara a Zamasu Fuso, una fusione invincibile con cui sconfiggere Vegeta, Goku e Trunks. Non avendo altre alternative, Goku e Vegeta utilizzano nuovamente i Potara, una seconda volta, per dare vita a Vegeth, che si rivela più forte del nemico, ma la fusione si scioglie in anticipo e sia Vegeta che Goku sono sul punto di essere sconfitti da Zamasu finché Goku non fa convocare Zeno del futuro, il quale elimina definitivamente Zamasu con tutto il multiverso del futuro, mentre Vegeta e gli altri si portano al sicuro nella loro epoca con la macchina del tempo.
Vegeta e Bulma, alcuni mesi dopo, sono in attesa del loro secondo figlio, e Whis con i suoi poteri anticipa la nascita della piccola Bra facendo in modo che Vegeta, prosciolto da ogni impegno, partecipi in rappresentanza del Settimo Universo al Torneo del Potere organizzato da Zeno e dal Gran sacerdote, una battle royale dove si affronteranno i guerrieri di otto dei dodici universi esistenti con squadre di dieci combattenti, al fine di decidere quale sarà l'universo a sopravvivere. Vegeta combatte al torneo insieme a Goku, Gohan, Piccolo, Muten, Numero 17, 18, Tenshinhan, Crilin e Freezer formando la squadra del Settimo Universo. Nel manga interrompe lo scontro tra Nink del Quarto Universo e Catopesla del Terzo Universo eliminandoli, per poi impegnarsi in un lungo scontro con Toppo, che riesce a sconfiggere con un'esplosione di aura. Nell'anime invece annienta insieme a Goku tutti i concorrenti del Nono Universo, elimina con un solo colpo il Dottor Rota del Sesto Universo e Prum del Secondo Universo, affronta insieme al Maestro Muten i pericolosi Frost e Magetta eliminando quest'ultimo e sconfigge insieme ai compagni rimasti Anilaza del Terzo Universo: nelle fasi finali sblocca un'ulteriore forma evoluta del Super Saiyan blu, chiamata "Super Saiyan blu evoluto", con cui riesce a sconfiggere Toppo. L'ultimo avversario contro cui combatterà sarà Jiren dell'Undicesimo Universo, il guerriero più forte del Torneo del Potere, inizialmente riuscirà a tenergli testa e poi lo affronterà in coppia con Goku e i due lo metteranno in difficoltà sebbene Jiren riesca ugualmente a battere Vegeta eliminandolo dal torneo. La sua squadra, comunque, si aggiudica la vittoria del Torneo del Potere e 17 vincendo le super sfere del drago esprime il desiderio di ripristinare tutti gli universi sconfitti.
Dopo un po' di tempo sulla Terra faranno la loro comparsa due Saiyan sopravvissuti all'esplosione del pianeta Vegeta per mano di Freezer: Paragas e suo figlio Broly, venuti sulla Terra per eliminare Vegeta riflettendo su di lui la rabbia nei confronti del padre, dato che esiliò Broly su un altro pianeta per timore del suo potere. Broly combatterà contro Goku e Vegeta rivelandosi un avversario formidabile, ma i due con la danza di Metamor si fonderanno in Gogeta riuscendo a batterlo, sebbene Shenron salverà Broly su richiesta di Cheelai e Lemo. In seguito Goku e Vegeta collaboreranno con la Pattuglia galattica dovendo affrontare lo stregone Molo, un pericoloso prigioniero fuggito dalla loro custodia.
Dopo essere stati rovinosamente sconfitti da Molo su Nuovo Namecc, Vegeta comprende che avvalendosi semplicemente della forza e della potenza non potrà sconfiggere la magia del nemico, quindi si fa accompagnare su Yardrat da Irico, dove lo yardratiano Pybara gli insegnerà a bilanciare la sua energia con il corpo tramite il controllo dello spirito. Vegeta sconfiggerà Yuzun, un soldato di Molo che era giunto su Yardrat, infine appresa la tecnica del teletrasporto, la userà per raggiungere la Terra, affrontando nuovamente Molo con la tecnica di fissione dello spirito appresa da Pybara, con cui lo priverà dell'energia che lo stregone aveva assorbito dalle sue vittime e dai pianeti che aveva preso di mira, usandola per riportare in vita alcuni dei namecciani che Molo aveva ucciso. Vegeta, usando l'energia che Ub gli ha concesso, la userà per rinvigorire il potere di Goku, infine quest'ultimo distruggerà Molo.
Beerus istruisce personalmente Vegeta per insegnargli a padroneggiare il potere della Distruzione mentre lui e Goku dovranno affrontare la minaccia di Granolah, l'ultimo cereliano sopravvissuto allo sterminio della specie a opera dei Saiyan, che è in cerca di vendetta. Durante lo scontro con Granolah, Vegeta sblocca l'Ultra Ego che è il potere frutto dall'allenamento con Beerus, i due combattono alla pari per merito dei poteri che il drago Toronbo ha concesso a Granolah, tuttavia il cereliano e i Saiyan poi uniscono le forze per combattere contro la famiglia Heeter, che gli aveva manipolati fin dall'inizio, anche perché furono loro a incaricare Freezer e i Saiyan di attaccare Cereal, ma la battaglia viene interrotta da Freezer che uccide Elec e Gas, i due membri più pericolosi degli Heeter.

### Dragon Ball GT
Dragon Ball GT è ambientato dieci anni dopo la fine dell'anime di Dragon Ball Z e ha inizio con la conclusione dell'allenamento tra Goku e Ub al Santuario di Dio. Durante il viaggio di Goku nello spazio (per cui era partito per recuperare le sfere del drago dalla stella nera) Vegeta, che è rimasto sulla Terra, viene attaccato dallo Tsufuru Baby, intenzionato a vendicarsi dei Saiyan, colpevoli di aver sterminato la sua razza. Vegeta viene sconfitto e Baby riesce a prendere possesso del suo corpo, ma Vegeta viene alla fine liberato da Goku.
Nella successiva avventura Vegeta è costretto ad affrontare dei vecchi nemici, usciti dal regno degli inferi grazie a un piano del Dottor Gelo e del Dottor Mieu. Nelle varie battaglie Vegeta uccide di nuovo Nappa e affronta il nuovo C-17, costruito nell'aldilà da Gelo e Mieu e controllato dai medesimi. Dopo la fusione di questo C-17 con quello originale in Super C-17, Vegeta sfida Super C-17 ma viene sconfitto facilmente e salvato nuovamente da Goku. Dopo la comparsa dei draghi malvagi Vegeta, grazie a un macchinario costruito da Bulma, riesce a trasformarsi in una Scimmia gigante dorata e poi in un Super Saiyan IV. Durante la battaglia finale contro Li Shenron, Vegeta si fonde con Goku tramite la danza di Metamor dando vita a Gogeta, ma la fusione si scioglie poco prima che Gogeta possa eliminare Li Shenron, che viene infine sconfitto da Goku con una sfera Genkidama universale, e Vegeta assiste alla partenza del rivale insieme a Shenron. Pochi minuti dopo, Pan raccoglie una parte della tuta da combattimento di Goku; Vegeta le dice di "conservarla con grande cura" e dopo ciò, addolorato per via della scomparsa di Goku, vola via.

## Descrizione

### Aspetto fisico
Nella sua prima apparizione Vegeta è un personaggio di bassa statura e dotato di una muscolatura abbastanza elevata, con i capelli lunghi, ritti e neri con solo il riflesso rosso. Presenta una particolarità estranea a qualsiasi essere umano: possiede una coda di scimmia. La coda è, nella storia del manga e dell'anime, uno degli aspetti fisici comuni a tutti i Saiyan, la razza di Vegeta, che tiene la coda attorcigliata intorno alla vita come tutti i Saiyan. Successivamente questa viene tagliata da Yajirobei nel corso dello scontro tra Vegeta e i terrestri e da quel momento non è più ricresciuta, fino a Dragon Ball GT, quando grazie a un macchinario amplificatore di "Onde Bluetz" costruito da Bulma, permette di fargli ricrescere la coda per diventare uno Scimmione Dorato e a sua volta un Super Saiyan 4, in occasione dello scontro contro Li Shenron. Come tutti i Saiyan, i capelli di Vegeta non sono soggetti a crescita e per questo ha sempre lo stesso taglio di capelli. Con il proseguire della storia il personaggio diviene progressivamente più muscoloso, fino a ottenere una corporatura molto più possente rispetto a prima. In alcuni episodi dell'anime ambientati prima del suo atterraggio sulla Terra i capelli di Vegeta, a causa di una svista dei produttori del cartone, sono stati colorati di rosso scuro anziché di nero, andando contro l'affermazione che i Saiyan hanno unicamente i capelli neri. Questo errore è stato corretto in Dragon Ball Kai, versione rimasterizzata in alta definizione di Dragon Ball Z. Come rivela lo stesso Vegeta, inoltre, la lunghezza del periodo di giovinezza e massima salute dei Saiyan è più duraturo di quello degli umani (arrivando a dimostrare venti anni di meno), così da poter combattere e rimanere dei potenti guerrieri fino a età avanzata.
Il suo abbigliamento, tipico degli uomini di Freezer, corrisponde a una Battle Suit e a uno scouter di colore rosso. Da bambino indossava una Battle Suit su cui era inciso il marchio della famiglia reale del pianeta Vegeta. Vegeta vuole essere sempre fedele all'abbigliamento della sua razza e per questo non sopporta indossare abiti da terrestre. Tuttavia, nel corso della serie, il suo abbigliamento perde alcune caratteristiche: a partire dall'arco di Majin Bu non indosserà più la Battle Suit. In Dragon Ball GT deciderà di vestirsi definitivamente come un terrestre (un giubbotto e dei pantaloni di jeans e una maglietta rossa). L'ultima apparizione della Battle Suit è nello special Ossu! Kaette kita Son Goku to nakama-tachi, ambientato dopo la sconfitta di Majin Bu, anche se poi si riverdrà in Dragon Ball Super insieme ad una versione grigia (presente nell'arco della resurrezione di Freezer e del torneo tra il Sesto e il Settimo Universo) costruita da Bulma e "firmata" da Whis. Con l'arco narrativo di Zamasu riprende la sua vecchia Battle Suit, e nell'arco narrativo del prigioniero della Pattuglia Galattica su essa viene messa la "N" che fa da marchio alla pattuglia. All'inizio della serie GT Vegeta presenta inoltre un paio di baffi, ma deciderà di raderseli sotto esortazione di sua figlia Bra.

### Personalità
Vegeta è un personaggio fiero, tenace e altero, il cui unico scopo era quello di diventare sempre più forte e superare il protagonista Goku. Il personaggio è anche molto arrogante: si sente superiore a tutti ed è molto orgoglioso, anche più di Goku, complice il fatto di essere il simbolo dell'intera stirpe radicata sul suo onore. Come si vede nel film Le origini del mito, Vegeta non dava molta importanza al suo popolo (ad esempio non si cura più di tanto della distruzione del suo pianeta), ma preferiva allenarsi continuamente e partire per le missioni assegnategli da Freezer, per il quale serbava un profondo odio. Vegeta era infatti continuamente trattato come guerriero inferiore da Freezer, ma non poteva affrontarlo poiché temeva la sua forza combattiva. L'unica speranza per lui di poter battere Freezer era quella di diventare un Super Saiyan, il guerriero più potente dello spazio. Dopo lo scontro con Freezer su Namecc si trasferisce sulla Terra, dove diventa a poco a poco un personaggio positivo, seppur rimanga dedito alla violenza e in possesso di alcune caratteristiche negative (come il sadismo), assumendo il ruolo di un antieroe. Si unisce agli amici di Goku e si fidanza con Bulma, il cui rapporto all'inizio è molto conflittuale. Sebbene dimostri nell'arco di Cell di trascurare molto sia Bulma sia suo figlio Trunks, Vegeta dimostra in seguito di avere molto a cuore questi ultimi: infatti tenta di vendicare il Trunks dal futuro ucciso da Cell nel Cell Game e quando Goku dice di avere bisogno di una foto di Bulma diventa geloso e si infuria, per poi sacrificarsi al fine di proteggere la sua famiglia da Majin Bu. In Dragon Ball Super viene mostrato ancora di più il suo affetto nei confronti di Bulma, infatti quando Beerus la schiaffeggia Vegeta va su tutte le furie urlando "La mia Bulma" e comincia a combattere contro la divinità mettendola per un istante in difficoltà. Per sua stessa ammissione ciò che rende Bulma perfetta per lui è la sua forza di carattere, necessaria per stare al fianco di un guerriero saiyan.
La sua rivalità con Goku nasce dal fatto che quest'ultimo lo superi continuamente in forza nel corso della serie, cosa che spinge Vegeta ad allenarsi duramente. Nonostante i suoi sforzi, Vegeta non riuscirà mai a superare il rivale e non ne riconoscerà mai la superiorità, almeno fino all'arco di Majin Bu. In Super nonostante abbia ammesso che Goku è più forte di lui, continua sempre ad allenarsi promettendosi che un giorno lo supererà. A partire dalla serie GT affermerà di non essere più competitivo nei confronti di Goku e rivelerà di voler solo scoprire i suoi limiti e superarli. Si dimostra spesso insofferente nei confronti di Goku, anche dopo aver messo da parte l'antagonismo nei suoi confronti, Goku (senza volerlo) lo fa arrabbiare, anche perché Vegeta trova fastidiosa la sconsideratezza e la quasi stupidità del suo rivale, ma anche se non lo ammette apertamente, ci tiene a lui.
Nonostante non gli sia mai importato nulla del suo popolo e dell'estinzione dei Saiyan, dopo essersi unito al gruppo di Goku il suo carattere cambia e anche l'opinione che aveva sul suo popolo. Infatti in Super quando incontra per la prima volta Cabba, Saiyan del Sesto Universo, e scopre che nel loro universo esistono i Saiyan e che abitano sul pianeta Sadala Vegeta chiede al giovane Saiyan se un giorno avrebbe potuto visitarlo. Inoltre rivedere dopo anni un altro Saiyan puro sangue, che non si tratta di Goku, gli ha fatto venire nostalgia del suo popolo e comincia a impartire lezioni di carattere e combattimento a Cabba diventando il suo maestro. Durante il Torneo del Potere Vegeta salva dall'eliminazione Cabba nonostante fossero avversari. Per la prima volta, nel corso della battaglia su Nuovo Namecc, Vegeta manifesta un sincero desiderio di redenzione, difendendo i namecciani da Molo per riscattarsi dagli errori commessi in passato dato che lui stesso anni prima aveva contribuito a eliminare gli alieni di Namecc. Anche Piccolo, durante lo scontro tra Molo e Vegeta, nota il cambiamento di quest'ultimo, che da conquistatore di pianeti, è diventato un difensore della pace, pronto a combattere per il bene degli altri.
Nell'arco di Majin Bu e nella serie Super è protagonista di molte scenette comiche, alcune delle quali mettono in risalto alcuni aspetti sconosciuti del personaggio. Dimostra di essere un marito molto geloso infatti si arrabbia quando scopre che Goku ha promesso all'Anziano Kaiohshin le foto di Bulma nuda, o quando intimò Jaco di comportarsi in maniera appropriata con sua moglie durante il loro viaggio nello spazio. Ha la fobia per i vermi e le cose che strisciano. In Dragon Ball Super assume molto spesso ruoli comici, soprattutto quando si trova in presenza del Dio della distruzione Beerus, infatti quando tenta di non farlo arrabbiare cucina per lui. Tuttavia col tempo comincia a comportarsi normalmente anche con lui perdendo il suo lato buffo nei suoi confronti. Infine una particolarità che da sempre contraddistingue questo personaggio è l'incredibile insaziabilità e ingordigia durante i pasti, derivate dalla sua stessa natura Saiyan: infatti anche il rivale Goku ha questa stessa caratteristica.
In Dragon Ball Super il principe dei Saiyan diventerà insieme a Goku allievo di Whis, l'Angelo del Dio della distruzione Beerus, tra l'altro entrambi reputano Vegeta, sia per la sua forza che per la sua indole, un potenziale candidato per diventare anch'egli un Dio della distruzione.

### Abilità e poteri
Da bambino Vegeta è stato classificato come un guerriero d'élite, nonché il miglior Saiyan in circolazione, tanto da superare già da ragazzino la potenza di suo padre Re Vegeta, tra l'altro come rivela lo stesso Vegeta la sua forza è il risultato delle sue innate abilità prodigiose per la lotta, infatti non ha mai necessitato di maestri che lo istruissero nell'arte del combattimento. Come per tutti gli altri membri del suo popolo, vanta una forza, una velocità e una resistenza sovrumane, oltre a una guarigione dalle ferite più rapida rispetto agli esseri umani, e la lunghezza del suo periodo giovanile e di massima salute è più lungo di quello dei terrestri. Egli però è molto più forte dei normali Saiyan. Grazie alla sua coda (come tutti i membri della sua razza) è capace di compiere la trasformazione in Scimmione in presenza della luna piena, che aumenta a dismisura la sua potenza combattiva; inoltre, a differenza di molti altri Saiyan, lui è in grado di eseguire questa trasformazione senza nel frattempo perdere la ragione, in quanto è stato sottoposto ad un adeguato allenamento che gli ha garantito tale capacità. Diversamente dagli altri Saiyan, che diventano del tutto inermi quando gli viene afferrata la coda, Vegeta ha sottoposto la sua (come Nappa) a un allenamento per irrobustirla in modo da non perdere le sue forze qualora fosse afferrata. Infine possiede l'abilità dei Saiyan denominata Zenkai: quando riporta gravi ferite in battaglia, ma riesce a sopravvivere, in seguito alla guarigione aumenta potenza, resistenza, velocità, prontezza di riflessi ed "energia spirituale". Vegeta è inoltre in grado di utilizzare il Ki, anche se all'inizio della storia non è in grado di percepirlo in altri individui o di controllare il proprio, e per questo inizialmente per valutare le capacità dei suoi avversari si affida a uno scouter. Solo dopo il primo combattimento con Goku, Vegeta entra in possesso dell'abilità di percepire e di controllare il Ki.
Vegeta possiede capacità di ragionamento eccezionali, probabilmente superiori a quelle di Goku, ma quando accecato dal suo orgoglio e le sue emozioni negative gli è inferiore anche in quello. Riesce ad acquisire l'abilità di aumentare o diminuire la potenza del suo Ki a suo piacimento, o di percepire l'energia spirituale altrui con la forza della mente dopo aver affrontato per la prima volta Goku e suoi compagni, abilità che loro sapevano già padroneggiare. Inoltre dopo aver visto Crilin usare il Lama circolare (気円斬?, Kienzan) riesce a usarlo lui stesso contro Gohan, e riesce a imparare la tecnica nota come fusione (融合?, Yūgō) tramite l'esecuzione della danza di Metamor (che utilizza con Goku dando vita a Gogeta) solo dopo pochi minuti grazie agli insegnamenti di Goku e Piccolo in occasione dello scontro con Broly. Su Yardrat impara il controllo dello spirito (スピリットのコントロール?, Supiritto no Kontorōru) una forma del controllo del Ki più avanzata per merito della quale apprende il teletrasporto (瞬間移動?, Shunkan Idō), in tempi sensibilmente più rapidi rispetto a quelli di Goku, e anche la tecnica di fissione dello spirito (スピリットの強制分離?, Supiritto no Kyōsei Bunri), quest'ultima in particolare è molto elaborata, e persino Goku non è mai stato capace di padroneggiarla. Allenandosi con Beerus impara a usare la tecnica della Distruzione (破壊?, Hakai) con la quale sprigiona un nuovo potere con cui accrescere la sua potenza chiamato Ultra Ego (我儘わがままの極意?, Wagamama no Goku'i) che trae forza dall'indole violenta di Vegeta, più quest'ultimo riceve danni e più diventa forte.

Rappresentazione grafica dell'esecuzione del Garrick Cannon

Vegeta ha un vasto arsenale di tecniche di sua stessa creazione, già alla sua prima apparizione Vegeta è in grado di usare la Tecnica di galleggiamento (舞空術?, Bukujutsu) e molte altre tecniche, come il Garrick Cannon (ギャリック砲?, Gyarikku Hō), utilizzato durante il primo scontro con Goku, il Big Bang Attack (ビッグバンアタック?, Biggu Ban Atakku), utilizzato per uccidere Numero 19, e il Final Flash (ファイナルフラッシュ?, Fainaru Furasshu), impiegato per la prima volta contro Cell, con il quale è in grado di distruggere un intero pianeta. Una variante del Lampo finale è l'Attacco luminoso finale, usato da Vegeta in Dragon Ball GT per sconfiggere Super C-17, anche se senza particolare effetto.
È capace di donare parte della sua energia a un'altra persona per rinvigorirne la forza, addirittura anche quando Vegeta era stremato è stato capace di ripristinare quasi totalmente la forza di Goku.
A differenza di Goku, Vegeta è un ottimo stratega e, grazie alla sua esperienza decennale come guerriero, riesce a tenere testa ad avversari ben più potenti di lui come Zarbon, Rikoom, Freezer, Zamasu, Jiren e Broly.

#### Trasformazioni in Super Saiyan
Vegeta ha ottenuto diverse trasformazioni in Super Saiyan, diventando per la prima volta Super Saiyan nei tre anni di allenamento in vista dell'attacco dei cyborg Numero 17 e 18. Col progredire della serie raggiunge altri livelli di Super Saiyan che, a seconda dello stadio, gli fanno cambiare aspetto e gli aumentano il livello di combattimento. Le trasformazioni in Super Saiyan raggiunte da Vegeta dopo quella di primo livello sono, in ordine: il secondo stadio, il terzo, ed il quarto stadio del Super Saiyan, il Super Saiyan II, lo stadio dello Scimmione dorato (l'equivalente di uno Scimmione in forma Super Saiyan) e il Super Saiyan IV (raggiunto grazie all'ausilio di un macchinario creato da Bulma); questi ultimi due sono apparsi solo in Dragon Ball GT. Nel film Dragon Ball Z: La resurrezione di 'F' Vegeta raggiunge lo stadio di Super Saiyan God Super Saiyan, trasformazione che raggiungerà anche nella serie manga e anime di Dragon Ball Super, tra l'altro durante il Torneo del Potere dà prova di saper usare questa trasformazione persino meglio di Goku. Nel manga Dragon Ball Super, è in grado di raggiungere anche lo stadio di Super Saiyan God, tale trasformazione mostra di saperla effettuare anche nel film Dragon Ball Super: Broly. Durante il Torneo del Potere combattendo contro Jiren sblocca un ulteriore stadio del Super Saiyan blu, il Super Saiyan blu evoluto. In Dragon Ball Daima, Vegeta mostra, per la prima volta, di essere capace di utilizzare la forma di Super Saiyan III. Precedentemente, nella miniserie Super Dragon Ball Heroes (Vegeta Xeno) e nei videogiochi Dragon Ball Z: Dragon Battlers, Dragon Ball: Raging Blast e Dragon Ball: Raging Blast 2, Vegeta era già in grado di trasformarsi in Super Saiyan III.

## Doppiaggio

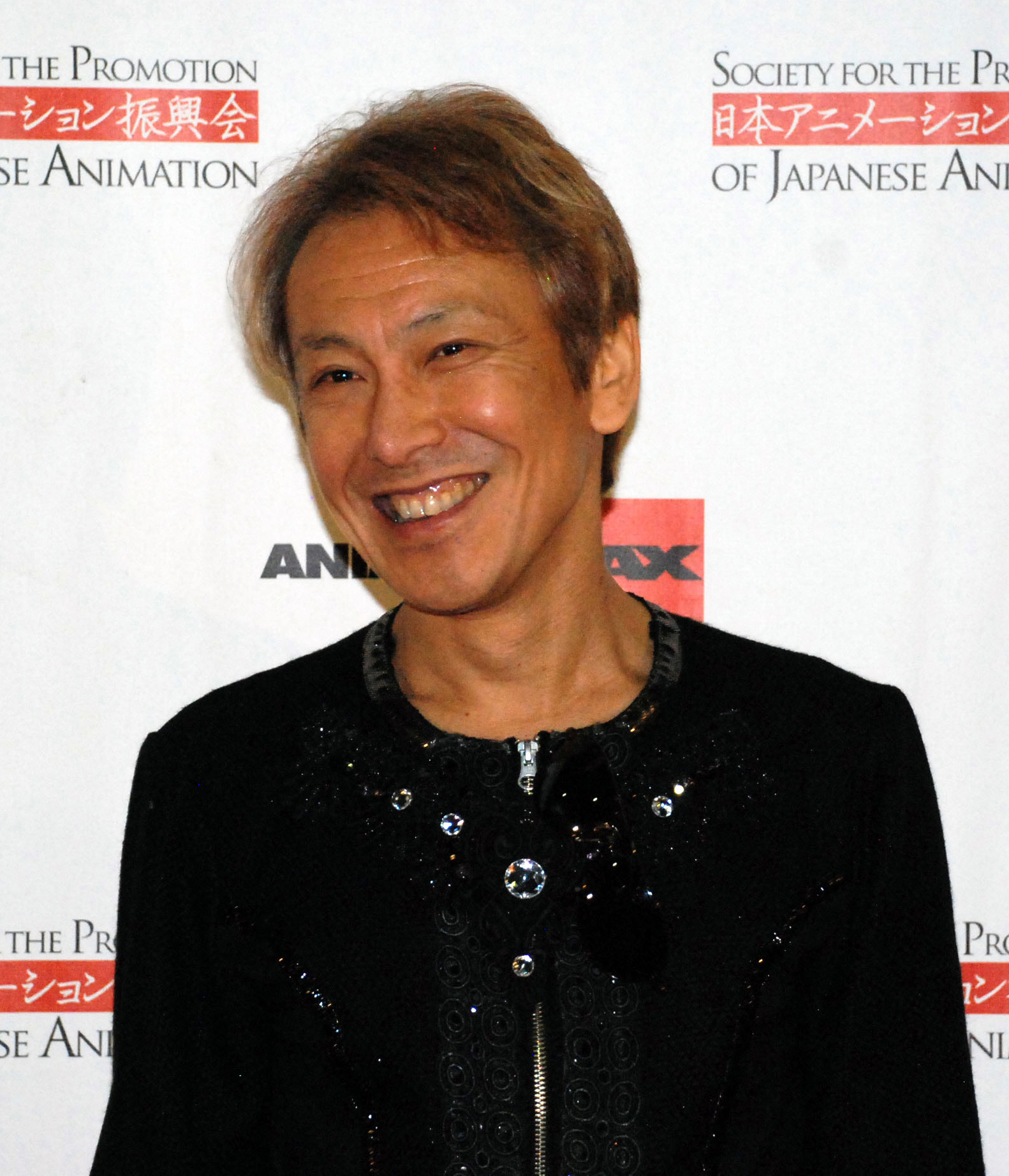
Ryō Horikawa, doppiatore di Vegeta nell'edizione originale giapponese dell'anime

Nella versione originale giapponese Vegeta è doppiato in tutti i media da Ryō Horikawa.
In Italia il personaggio è stato doppiato da cinque doppiatori:
- Gianluca Iacono (voce principale): ha doppiato il personaggio, per conto della Mediaset, in tutte le sue apparizioni[1]. È, generalmente, il doppiatore al quale viene associato il personaggio nonché il più famoso.
- Massimo De Ambrosis (da adulto): ha doppiato il personaggio, per conto della Dynit, nel primo doppiaggio dei film di Dragon Ball Z e nel film La battaglia degli dei e La resurrezione di 'F' per conto della Lucky Red
- Corrado Conforti (da bambino): ha doppiato il personaggio, per conto della Dynit, nel primo doppiaggio dei film di Dragon Ball Z (1997)
- Cinzia Massironi (da bambino): ha doppiato il personaggio, per conto della Mediaset, in Dragon Ball Super.
- Mosè Singh (da bambino): ha doppiato il personaggio, per conto di Koch Media, nel film Dragon Ball Super: Broly

Negli Stati Uniti Vegeta è invece doppiato da Christopher Sabat, il quale ha prestato la voce a molti personaggi della serie, tra cui Piccolo, Yamcha, il Grande Mago Piccolo e tre membri della Squadra Ginew.
In Francia è stato doppiato da Eric Legrand e Brigitte Lecordier (da bambino). In spagnolo è doppiato da adulto da René García (Dragon Ball Z e Dragon Ball GT) e da Andrés Gutiérrez Coto (Dragon Ball Kai), mentre da bambino da Luis Daniel Ramírez. Infine in Portogallo si alternano João Loy, Vítor Rocha e Ricardo Spínola a prestare la voce a Vegeta.

## Accoglienza
Vegeta ha avuto moltissime recensioni positive da parte di riviste di manga e anime ed è stato protagonista di molti sondaggi di popolarità. Todd Douglass Jr. di DVDtalk.com ha elogiato il personaggio durante i vari combattimenti, specialmente nel corso dell'arco di Majin Bu, quando Vegeta decide di sacrificarsi per la Terra. Theron Martin di Anime News Network ha definito Vegeta uno dei personaggi che hanno reso la serie un vero e proprio successo e ha inoltre definito lo scontro tra Vegeta e Cell come uno dei momenti culminanti nel manga. Carlos Ross è rimasto deluso dalla storia d'amore tra Vegeta e Bulma, molto comica e poco approfondita. Christopher Sabat ha rivelato che Vegeta è il suo personaggio preferito in Dragon Ball Z. Sul sito About.com Vegeta e Bulma sono arrivati al secondo posto nel sondaggio "Top 8 Anime Love Stories".
Chris Mackenzie ha notato come Vegeta sia molto diverso dagli altri comprimari della serie. Briana Lawerence ha classificato il personaggio al 9º posto nella lista dei "10 migliori personaggi maschili". Vegeta si è classificato nei sondaggi del 1991 e del 1992 di Anime Grand Prix come "miglior personaggio maschile". Si è anche classificato al 21º posto nella lista dei 25 più grandi personaggi di anime di tutti i tempi stilata da IGN. Come per suo figlio Trunks, anche Vegeta è stato definito molto "goffo" in Dragon Ball GT.

## Altre apparizioni
Oltre a comparire nei videogiochi dedicati alla serie, Vegeta è presente nel videogioco che vede protagonisti, oltre ai personaggi di Dragon Ball, anche quelli di Naruto e One Piece (Battle Stadium D.O.N), oltre che in altri videogiochi crossover con altre proprietà Weekly Shōnen Jump, come ad esempio J-Stars Victory Vs e Jump Force.
Oltre che in numerosi film di Dragon Ball, Vegeta è presente anche in Cross Epoch, un manga crossover fra Dragon Ball e One Piece, nato dalla collaborazione tra Toriyama ed Eiichirō Oda, nel quale è il comandante di una nave pirata il cui equipaggio è composto da Nico Robin, Trunks e Usop. Vegeta compare anche in alcune parodie tratte dalla serie. Appare anche nel manga Nekomajin, parodia di Dragon Ball creata sempre da Akira Toriyama, dove è ancora al servizio di Freezer e raggiunge la Terra per aiutare il figlio del suo capo, Creezer, contro Neko Majin.
Viene infine citato in numerose canzoni, tra le quali Vegeta-sama nessun Oryori Jigoku!!, che si concentra maggiormente sulla sua figura, oltre che in Koi no NAZONAZO, in Ai wa Ballad no Yō ni~Vegeta no Theme~ e in Dragon Ball Kai: Song Collection.
Vegeta compare anche nell'episodio auto conclusivo "Dragon Ball X Saitama", in cui si imbatte nel protagonista del manga e anime One-Punch Man.